# Пронінці
Про́нінці (рос. Пронинцы) — присілок у складі Слободського району Кіровської області, Росія. Входить до складу Шестаковського сільського поселення.
Населення становить 6 осіб (2010, 4 у 2002).
Національний склад станом на 2002 рік — росіяни 100 %.